# Trachypachus holmbergi
Trachypachus holmbergi är en skalbaggsart som beskrevs av Mannerheim 1853. Trachypachus holmbergi ingår i släktet Trachypachus och familjen bredhöftlöpare. Inga underarter finns listade i Catalogue of Life.